# Estación de Contreras
Contreras fue una estación de trenes que se encuentra en La Magdalena Contreras, Ciudad de México. Actualmente, la antigua estación se convirtió en un parque y museo.

## Historia
En 1861, Antonio Escandón obtuvo la concesión para construir la vía del ferrocarril del puerto de Veracruz hasta Acapulco o cualquier otro puerto del Pacífico dentro de los estados de Oaxaca, Guerrero y Michoacán. El primer tramo fue construido de Buenavista a la Hacienda de la Castañeda, cerca de Mixcoac, luego de ahí la vía avanzó hasta Contreras, después a Tres Marías y finalmente a Cuernavaca, en 1897.

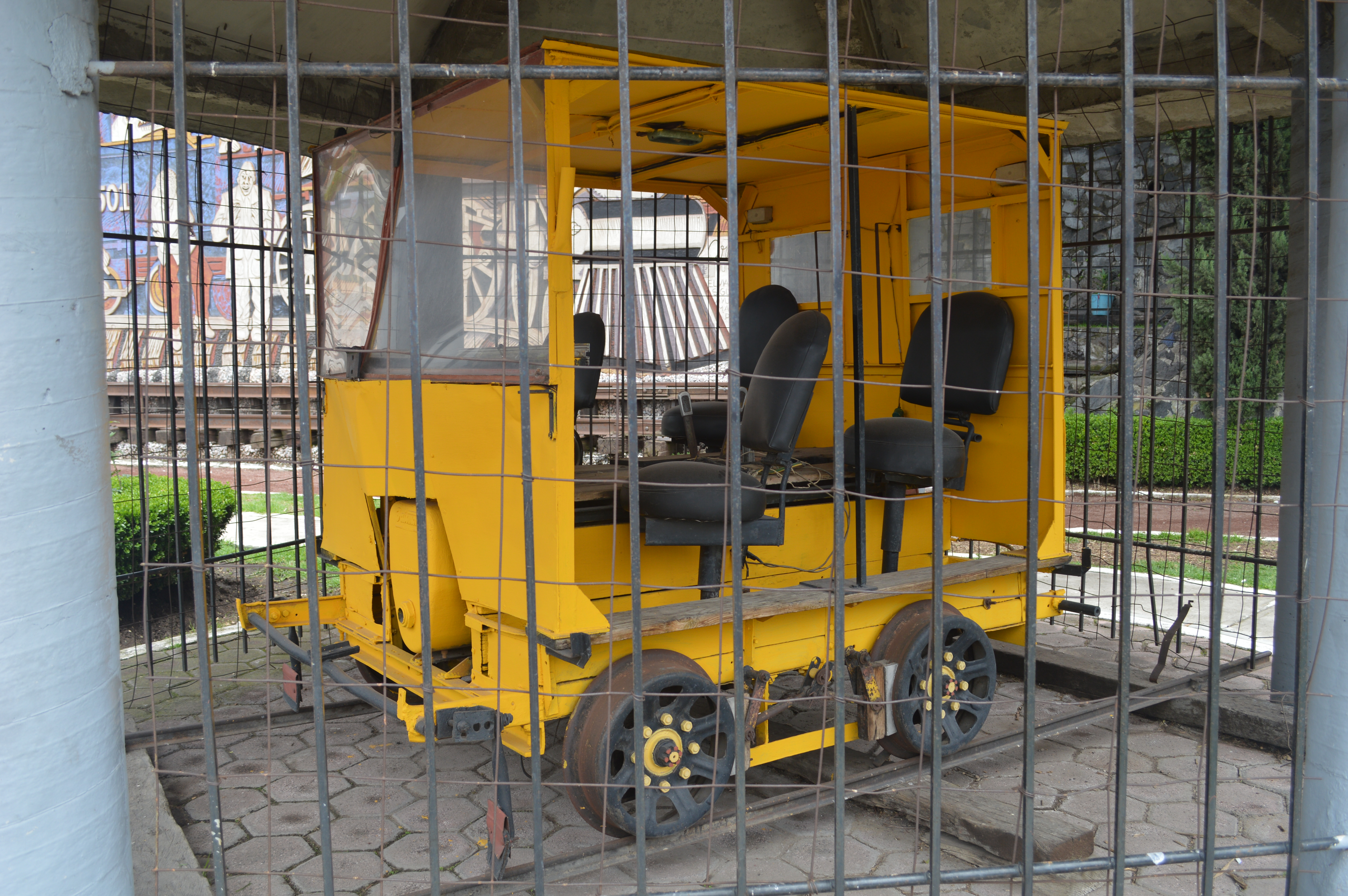
Equipo de trabajo en el actual museo.

El presidente Porfirio Díaz inauguró la línea México-Cuernavaca y llegó a esta última ciudad en dos flamantes vagones acompañado de una comitiva, después del movimiento revolucionario y el elevado costo de la construcción por la crisis económica que causó el desplome del precio de la plata a nivel internacional; el tendido de los rieles había llegado a la población de Río Balsas.
Partiendo de Buenavista las estaciones de tránsito se establecieron en Julia, Tacubaya, San Pedro de los Pinos, Mixcoac, Olivar, Contreras, Eslava, Ajusco, la Cima, Tres Marías, el Parque y Alarcón, para finalmente llegar a Cuernavaca; para lograrlo se necesitó la mano de obra de hasta 3 000 hombres en el apogeo de la construcción.
El 16 de junio de 1997, se conmemoró el primer viaje del ferrocarril México-Cuernavaca a cien años de su puesta en marcha. Para muchos trabajadores ferroviarios y ciudadanos fue una sorpresa el saber que en realidad se trataba del último viaje de esta línea, cuya última salida en Contreras fue alrededor de las dos de la madrugada, ya que el gobierno del Distrito Federal determinó, junto con autoridades de Ferrocarriles Nacionales de México, ceder el derecho de vía del tren México-Cuernavaca en el tramo que comprende con la avenida Ejército Nacional y la estación Contreras para sustituirlo por una red de trolebuses que nunca se construyó.

## Características del inmueble

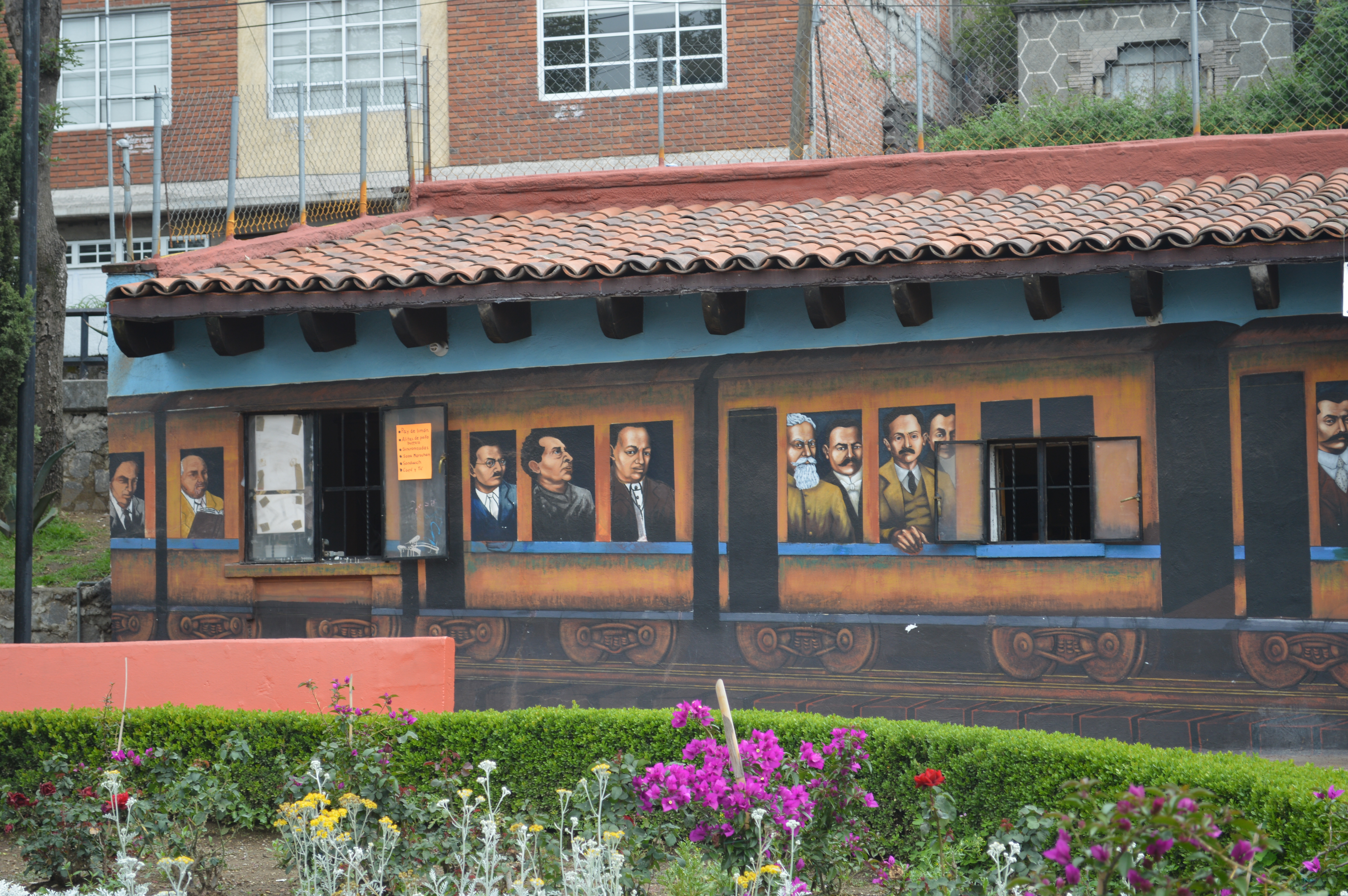
Murales en la antigua estación.

El inmueble está construido con tablas de madera, es de un solo nivel y tiene una techumbre a dos aguas; cuenta con un espacio extra el cual fue formado por dos furgones.
La estación de Contreras contaba con una vía principal, actualmente calle Emilio Carranza, la vía de escape y la auxiliar. Todas las vías han desaparecido ante la plancha de concreto. 

### Murales
Actualmente el espacio arquitectónico se localiza dentro de un conjunto de recreación como parte del programa de recuperación de la estación. Muestra algunos elementos de recuerdo como un autoarmón y un armón y cuenta con el mural Viaje del siglo XX del muralista Ariosto Otero, el cual fue inaugurado el 7 de noviembre de 2002.